# Зульцбах (Біркенфельд)
Зульцбах (нім. Sulzbach) — громада в Німеччині, розташована в землі Рейнланд-Пфальц. Входить до складу району Біркенфельд. Складова частина об'єднання громад Раунен.
Площа — 6,68 км2. Населення становить 285 ос. (станом на 31 грудня 2020).